# الیز، ساردینیا
الیز، ساردینیا (به ایتالیایی: Ales, Sardinia) یک سکونتگاه مسکونی در ایتالیا است که در استان اریستانو واقع شده‌است.

## خصوصیات
الیز ۲۱٫۶۵ کیلومترمربع مساحت و ۱٬۵۷۱ نفر جمعیت دارد و ۱۹۴ متر بالاتر از سطح دریا واقع شده‌است.